# Єфімов Анатолій Степанович
Анатолій Степанович Єфімов (7 січня 1939, місто Ленінград, тепер місто Санкт-Петербург, Російська Федерація — 27 грудня 2023) — радянський діяч, 1-й секретар Навоїйського обласного комітету КП Узбекистану, 2-й секретар ЦК КП Узбекистану. Член Бюро ЦК КП Узбекистану в 1989—1991 роках. Кандидат у члени ЦК КПРС у 1986—1990 роках. Член ЦК КПРС у 1990—1991 роках. Депутат Верховної Ради СРСР 11-го скликання. Народний депутат СРСР у 1989—1991 роках.

## Життєпис
У 1962 році закінчив Ленінградський військово-механічний інститут.
У 1962—1965 роках — інженер-конструктор Центрального конструкторського бюро машинобудування Ленінградського верстатобудівного заводу імені Свердлова.
У 1965—1969 роках — 2-й секретар, 1-й секретар Калінінського районного комітетк ВЛКСМ міста Ленінграда.
Член КПРС з 1966 року.
У 1969—1970 роках — інструктор Ленінградського обласного комітету КПРС.
У 1970—1971 роках — секретар Ленінградського обласного комітету ВЛКСМ. У 1971—1973 роках — 1-й секретар Ленінградського обласного комітету ВЛКСМ.
У 1973—1976 роках — секретар партійного комітету Тихвинських виробництв виробничого об'єднання «Кіровський завод».
У 1976—1982 роках — 2-й секретар, 1-й секретар Тихвинського міського комітету КПРС Ленінградської області.
У 1982—1986 роках — 1-й секретар Виборзького районного комітету КПРС міста Ленінграда.
У 1984 році закінчив Академію суспільних наук при ЦК КПРС.
13 січня 1986 — вересень 1988 року — 1-й секретар Навоїйського обласного комітету КП Узбекистану.
6 вересня 1988 — 19 серпня 1989 року — голова Комітету народного контролю Узбецької РСР.
29 липня 1989 — 14 вересня 1991 року — 2-й секретар ЦК КП Узбекистану.
У 1991—1992 роках — генеральний директор фірми «Екопром» у місті Ташкенті.
З 1992 року — заступник генерального директора, з 1995 по 2004 рік — генеральний директор, віцепрезидент — голова виконкому Асоціації економічної взаємодії територій Північно-Заходу Російської Федерації, член президії Спілки промисловців і підприємців у місті Санкт-Петербурзі.
Потім — на пенсії в місті Санкт-Петербурзі.

## Нагороди і звання
- два ордени Трудового Червоного Прапора (1975, 1981)
- орден «Знак Пошани» (1973)
- медалі